# Святой Андрей (линейный корабль, 1737)
«Святой Андрей» — парусный линейный корабль Балтийского флота Российской империи, один из кораблей типа «Пётр Второй», участник русско-шведской войны 1741—1743 годов.

## Описание судна
Один из девятнадцати парусных 54-пушечных линейных кораблей типа «Пётр II», строившихся с 1724 по 1768 год на верфях Архангельска и Санкт-Петербурга. Всего в рамках серии было построено девятнадцать линейных кораблей.
Длина корабля по сведениям из различных источников составляла 43,57—43,6 метра, ширина от 11,6 до 11,7 метра, а осадка от 5,1 до 5,5 метра. Вооружение судна составляли 54 орудия, включавшие восемнадцати-, восьми- и четырёхфунтовые пушки, а экипаж состоял из 440 человек.

## История службы
Линейный корабль «Святой Андрей» был заложен на Соломбальской верфи 10 (21) сентября 1735 года и после спуска на воду 12 (23) мая 1737 года вошёл в состав Балтийского флота России. Строительство корабля совместно начали корабельный мастер в ранге капитан-командора Р. Козенц и корабельный подмастерье В. И. Батаков, после смерти Р. Козенца в декабре 1735 года, в 1736 и 1737 годах окончанием строительства В. И. Батаков руководил уже самостоятельно.
В 1737 году совершил переход из Архангельска в Кронштадт, а в следующем 1738 году находился на ремонте.
В 1740 году в составе кронштадтской практической эскадры под командованием контр-адмирала Христофора Обриена принимал участие в плавании в Финском заливе до Бьёркезунда, затем во время крейсерского плавания той же эскадры между Ревелем и берегами Финляндии на корабле держал свой флаг командующий эскадрой.
Принимал участие в русско-шведской войне 1741—1743 годов. С июня по август 1741 года находился в составе эскадры, стоявшей на Кронштадтском рейде, и использовался в качестве учебного судна, затем до 10 (21) ноября ушёл на Северный фарватер для защиты Кронштадта с моря. С июня по сентябрь следующего 1742 года выходил в крейсерские плавания в Финский залив в составе эскадры под командованием вице-адмирала З. Д. Мишукова и в активных боевых действиях участия не принимал. 30 апреля (11 мая) 1743 года корабль в составе эскадры контр-адмирала Я. С. Барша ушёл из Ревеля в крейсерское плавание в Финский залив. С 7 (18) по 8 (19) июня принял участие в перестрелках с неприятельским флотом у Гангута. После этого до 20 (31) октября продолжил участие в крейсерском плавании.
В 1744 году принимал участие в практическом плавании эскадры кораблей Балтийского флота в Финском заливе, в 1745 году — в Балтийском море, в 1746 и 1748 годах — вновь в Финском заливе, при этом в 1746 году доходил до Рогервика. В июне и июле 1749 года находился составе эскадры, перевозившей имущество русского экспедиционного корпуса из Данцига в Ревель.
Корабль «Святой Андрей» был разобран Кронштадте после 1752 года.

## Командиры корабля
Командирами линейного корабля «Святой Андрей» в разное время служили:
- капитан полковничьего ранга Д. Кеннеди (1737 и 1740 годы)[15];
- капитан полковничьего ранга И. Г. Черевин (1740 год)[комм. 5][16];
- капитан полковничьего ранга Д. Путилов (1742—1744 годы)[12];
- лейтенант И. И. Сенявин (1745 год)[17];
- лейтенант майорского ранга П. Чихачев (1748—1749 годы)[18].

### Комментарии
1. ↑  Также в серию входили линейные корабли «Пётр Второй» (головной корабль проекта), «Выборг», «Новая Надежда», «Северная Звезда», «Азов», «Астрахань», «Кронштадт», «Святой Пантелеймон», «Святой Исаакий», «Святой Николай», «Шлиссельбург», «Азия», два корабля «Нептунус» 1736 и 1758 годов постройки, два корабля «Город Архангельск» 1735 и 1761 годов постройки и два корабля «Варахаил» 1749 и 1752 годов постройки.
2. ↑  143 фута.
3. ↑  38 футов.
4. ↑  16 футов 7 дюймов.
5. ↑  Был назначен командовать кораблём по росписанию, однако фактически командовал другим кораблём «Нептунусом».